# لاري إس. بيرس
لاري إس. بيرس (بالإنجليزية: Larry S. Pierce)‏ هو عسكري أمريكي، ولد في 6 يوليو 1941 في ويوكا في الولايات المتحدة، وتوفي في 20 سبتمبر 1965 في فيتنام الجنوبية.